# Новиков, Владимир Иванович (генерал)
Владимир Иванович Новиков (род. 29 июня 1940, Новосибирск) — советский и российский военачальник, генерал-майор ракетных войск стратегического назначения, военный педагог.
Кандидат военных наук, профессор. Командир 49-й гвардейской ракетной дивизии в 1982—1985 гг. Начальник Ростовского высшего военного командно-инженерного училища Ракетных войск в 1988―1996 гг.

## Биография
Родился 29 июня 1940 года в Новосибирске. Окончил Иркутское военное авиационно-техническое училище (ИВАТУ), затем —Рижское высшее Краснознаменное командно-инженерное училище имени Маршала Советского Союза Бирюзова С. С. В ракетных войсках с июля 1960 года. Был командиром стартовой батареи, командиром дивизиона. Служил в должности заместителя командира полка, затем командовал ракетным полком.
В 1981 году был выдвинут на должность начальника штаба 49-й гвардейской ракетной дивизии, в августе 1982 года стал её командиром. В июле 1985 был назначен заместителем командующего 50-й ракетной армией по боевой подготовке.
В июле 1988 в звании генерал-майора был назначен начальником Ростовского высшего военного командно-инженерного училища Ракетных войск, где успешно защитил диссертацию на соискание степени кандидата военных наук, стал доцентом и профессором.
В сентябре 1996 года был уволен в запас и покинул должность начальника училища, хотя и остался работать там же профессором кафедры.
В дальнейшем возглавлял управление пенсионного фонда Российской Федерации в Северо-кавказском федеральном округе. г.Ростов-на-Дону

## Награды
Был награждён орденом Красного Знамени и девятью медалями.